# Троицкий Смоленский собор (Воронеж)
Троицкий Смоленский собор — утраченный православный собор в Воронеже. Являлся кафедральным собором Воронежской епархии с 1836 до 1920-х годов.

## Описание
Каменный храм в стиле позднего классицизма был заложен в 1779 году. Строительство окончено в 1789 году. В этом же году произошло обрушение храма, и строительство началось заново. Трапезная со Смоленским приделом окончена в 1795 году, трехъярусная колокольня — в 1818 году, главный храм, увенчанный барабаном в виде неравногранного восьмерика, завершён и освящён в 1822 году. Купол собора имел высоту 37 метров, а колокольня — 40,5 метра.
В 1836 году Троицкая Смоленская церковь становится кафедральным собором Воронежской епархии взамен Благовещенского собора, приписанного к Митрофанову монастырю.
В 1858 году были проведены работы по реконструкции собора: построена система отопления, произведён ремонт внутренней отделки, снаружи собора по обе стороны над боковыми входами устроили фронтоны с четырьмя колоннами.
В смоленском храме находилась особо чтимый список иконы Смоленской Божией Матери. Икона была престольной, написана в XVII веке и находилась прежде в ризнице епископа Митрофана.
После революции 1917 года Троицкий Смоленский собор действовал до 1932 года. С 1920 года служение в соборе было значительно затруднено, а потом и вовсе кафедральный собор оказался в руках обновленцев.
2 марта 1932 года власти приняли решение о закрытии Смоленского собора. Впоследствии здание храма использовалось как хлебозавод № 3.
В годы Великой Отечественной войны здание бывшего храма значительно пострадало. В 1959 году собор был снесён. На его месте было построено здание Воронежского НИИ Связи.